# Gjern (plaats)
Gjern is een plaats en voormalige gemeente in de Deense regio Midden-Jutland, gemeente Silkeborg. De plaats telt 1322 inwoners (2008).

## Voormalige gemeente
De oppervlakte bedroeg 143,77 km². De gemeente telde 8134 inwoners waarvan 4120 mannen en 4014 vrouwen (cijfers 2005). Bij de herindeling werd de gemeente toegevoegd aan gemeente Silkeborg.